# Miss Mundo 2008
Miss Mundo 2008, el certamen de belleza número 58.º del Miss Mundo se iba a llevar a cabo el concurso mundial de la belleza femenina en el Ukrania National Palace en Kiev, Ucrania, pero debido a los múltiples enfrentamientos en Georgia, la sede fue cambiada a Johannesburgo, Sudáfrica, donde el 13 de diciembre de 2008, en el Sandton Convetion Centre fue coronada la representante de Rusia, Ksenia Sukhinova como la nueva Miss Mundo.

## Resultados

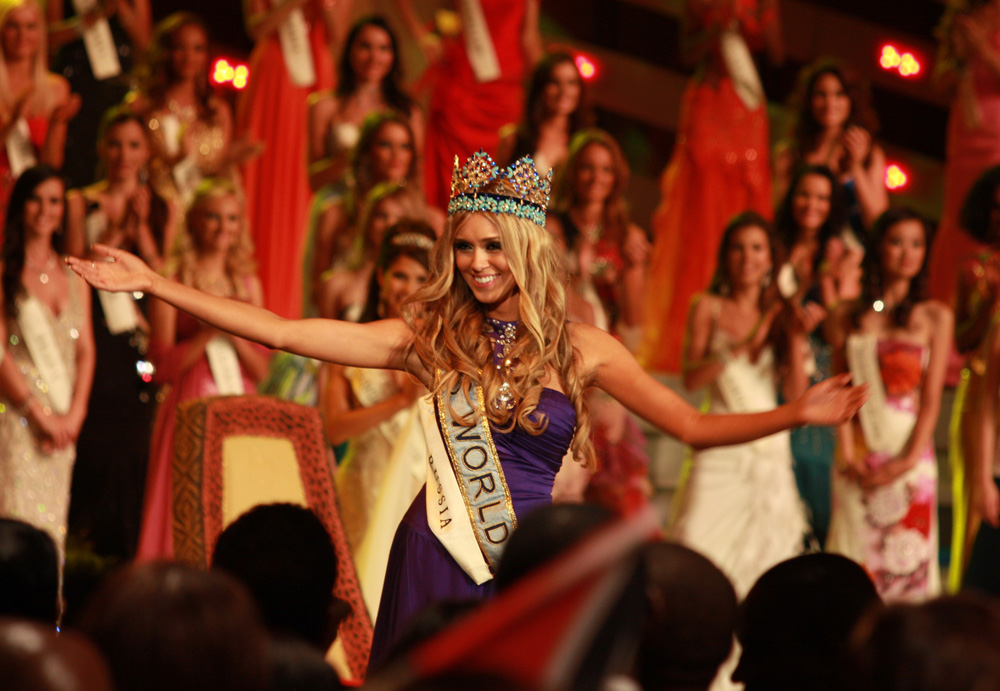
Ksenia Sukhinova durante la ceremonia de coronación.

| Resultados               | Participante |
| ------------------------ | --- |
| Miss Mundo 2008          | - Rusia - Ksenia Sukhinova |
| 1.ª. Finalista           | - India - Parvathy Omanakuttan |
| 2.ª. Finalista           | - Trinidad y Tobago - Gabrielle Walcott |
| Finalistas (Top 5)       | - Angola - Birgite dos Santos - Sudáfrica - Tansey Coetzee |
| Semi-finalistas (Top 15) | - Barbados - Natalie Griffith - Brasil - Tamara Almeida - Croacia - Josipa Kusić - España - Patricia Rodríguez - Islandia - Alexandra Ívarsdóttir - Kazajistán - Alfina Nassyrova - México - Anagabriela Espinoza - Puerto Rico - Ivonne Orsini - Ucrania - Iryna Zhuravska - Venezuela - Hannelly Quintero |

### Títulos mundiales
| Final Results                  | Contestant                              |
| ------------------------------ | --------------------------------------- |
| Miss África Mundo 2008         | - Angola - Birgite dos Santos           |
| Miss América Mundo 2008        | - Venezuela - Hannelly Quintero         |
| Miss Asia y Oceanía Mundo 2008 | - India - Parvathy Omanakuttan          |
| Miss Caribe Mundo 2008         | - Trinidad y Tobago - Gabrielle Walcott |
| Miss Europa Mundo 2008         | - Rusia - Ksenia Sukhinova              |

## Eventos preliminares del Miss Mundo

### Belleza en la Playa 2008
El Miss World Beach Beauty o Belleza en la Playa Mundo 2008 fue realizado el 29 de noviembre del año en curso, en el hotel Beverly Hills en la ciudad de Durban (Sudáfrica). En este concurso fueron seleccionadas 25 semifinalistas, las cuales fueron seleccionadas por un panel de jueces. Las clasificadas fueron
- Ganadora:  México
- 1.ª. Finalista: Sudáfrica
- 2.ª. Finalista: Rusia

- Finalistas del Top 10: Angola, España, Filipinas, India, Líbano, Puerto Rico, Venezuela.

- Semi-finalistas del Top 25: Australia, Colombia, Croacia, Egipto, Estados Unidos, Kazajistán, Nueva Zelanda, Paraguay, Serbia, Tailandia, Trinidad y Tobago, Turquía, Ucrania, Uruguay, Zimbabue.

### Top Model 2008
El Miss World Top Model o Top Model Mundo 2008, es otra de las competencias pre-eliminares del Miss Mundo. Esta fue realizada el 3 de diciembre del presente año en el Walter Sisulu Square of Dedication en Soweto (Sudáfrica). En este evento fueron seleccionadas 32 semifinalistas, las cuales son:
- Ganadora: Rusia
- 1.ª. Finalista: Angola
- 2.ª. Finalista: India

- Finalistas del Top 10: Croacia, Curazao, España, México, República Checa, Sudáfrica, Venezuela.

- Semifinalistas del Top 32: Argentina, Barbados, Bielorrusia, Brasil, China, Colombia, Etiopía, Estados Unidos, Filipinas, Italia, Japón, Kazajistán, Líbano, Malasia, Namibia, Noruega, Paraguay, Perú, Puerto Rico, Tailandia, Trinidad y Tobago, Zimbabue.

### Deportes 2008
El Miss World Sports o Miss Deportes Mundo es otra, de las pruebas que se realizan en Miss Mundo. Esta se realizó el 5 de diciembre del año en curso en Muldersdrift (Sudáfrica). En esta prueba fueron seleccionadas 6 candidatas, cuales son:
- Ganadora: Islandia
- 1.ª. Finalista: Nigeria
- 2.ª finalista: Portugal

- Finalistas del Top 6: Grecia, Israel, Perú

### Mejor Talento 2008
El Miss World Talent o Miss Talento Mundo fue realizada el 7 de diciembre del presente año en el Sandton Convention Center en la ciudad anfitriona o sede del Miss Mundo 2008 Johannesburgo (Sudáfrica).
- Ganadora: Barbados
- 1.ª. Finalista: Austria
- 2.ª. Finalista: Ucrania

- Finalistas del Top 19: Croacia, Dinamarca, Gibraltar, Indonesia, Irlanda, Irlanda del Norte, Islas Caimán, Kazajistán, Lituania, Malasia, Martinica, México, Nigeria, Portugal, Sudáfrica, Taiwan.

### Belleza con un Propósito
El Miss World Beauty With A Purpose o Miss Belleza con un Propósito Mundo es una de las actividades más humanitaria de dicho evento. Este fue realizado el 13 de diciembre del 2008, fecha en la cual fue coronada la nueva soberana de la Belleza del Mundo. Este se llevó a cabo en la ciudad de Johannesburgo.
- Ganadora:Trinidad y Tobago

Finalistas:
- Hungría
- Kenia
- México

## Mejores diseños
| Resultado Final   | Candidata                               |
| ----------------- | --------------------------------------- |
| Ganadora          | - Estados Unidos - Lane Lindell         |
| Primera Finalista | - Trinidad y Tobago - Gabrielle Walcott |
| Segunda Finalista | - Guatemala - Maribel Arana             |

## Candidatas
- 109 candidatas compitieron en la 58.a Edición del Miss Mundo

- 109 candidatas compitieron en la 58.ª edición del Miss Mundo

| País                            | Concursante                | Edad | Estatura (cm) | Ciudad              | Continente     |
| ------------------------------- | -------------------------- | ---- | ------------- | ------------------- | -------------- |
| Albania                         | Egla Harxhi                | 17   | 175           | Tirana              | Europa         |
| Alemania                        | Anne Katrin Walter         | 21   | 172           | Dahme-Spreewald     | Europa         |
| Angola                          | Birgite dos Santos         | 18   | 180           | Luanda              | África         |
| Antigua y Barbuda               | Athina James               | 18   | 180           | St. John's          | Antillas       |
| Argentina                       | Agustina Quinteros         | 17   | 176           | La Pampa            | América        |
| Aruba                           | Christina Trejo            | 20   | 175           | Tanki Flip          | Antillas       |
| Australia                       | Katie Richardson           | 20   | 178           | Albion Park         | Asia & Oceanía |
| Austria                         | Kathrin Krahfuss           | 23   | 177           | Graz                | Europa         |
| Bahamas                         | Tinnyse Johnson            | 21   | 176           | Nassau              | Antillas       |
| Barbados                        | Natalie Olivia Griffith    | 18   | 168           | Bridgetown          | Antillas       |
| Bélgica                         | Alizée Poulicek            | 21   | 175           | Bruselas            | Europa         |
| Belice                          | Charmaine Chinapen         | 21   | 174           | Ciudad de Belice    | América        |
| Bielorrusia                     | Volha Khizhynkova          | 21   | 184           | Vítebsk             | Europa         |
| Bolivia                         | Jackelin Arias             | 18   | 177           | Trinidad            | América        |
| Bosnia y Herzegovina            | Tanja Vujičić              | 18   | 178           | Mostar              | Europa         |
| Botsuana                        | Itseng Kgomotso            | 19   | 178           | Gaborone            | África         |
| Brasil                          | Tamara Almeida Silva       | 22   | 174           | Ipatinga            | América        |
| Bulgaria                        | Julia Yurevich             | 19   | 177           | Kozloduy            | Europa         |
| Canadá                          | Leah Ryerse                | 20   | 178           | Hamilton            | América        |
| Chile                           | Nataly Chilet              | 23   | 175           | Santiago            | América        |
| China                           | Mei Yan Ling               | 24   | 180           | Dalian              | Asia & Oceanía |
| Chipre                          | Mari Vasileiou             | 18   | 168           | Lárnaca             | Europa         |
| Colombia                        | Katherine Medina           | 17   | 180           | Medellín            | América        |
| Corea                           | Choi Bo-in                 | 22   | 169           | Seúl                | Asia & Oceanía |
| Costa Rica                      | Amalia Matamoros           | 19   | 175           | San Juan de Naranjo | América        |
| Croacia                         | Josipa Kusić               | 20   | 182           | Zagreb              | Europa         |
| Curazao                         | Norayla Francisco          | 23   | 181           | Willemstad          | Antillas       |
| Dinamarca                       | Lisa Lents                 | 21   | 177           | Copenhague          | Europa         |
| Ecuador                         | Marjorie Cevallos          | 22   | 183           | Guayaquil           | América        |
| Egipto                          | Sanaa Ismail Hamed         | 24   | 175           | El Cairo            | África         |
| El Salvador                     | Gabriela Gavidia           | 18   | 173           | La Libertad         | América        |
| Escocia                         | Stephanie Willemse         | 19   | 180           | Glasgow             | Europa         |
| Eslovaquia                      | Edita Krešáková            | 19   | 180           | Seňa                | Europa         |
| España                          | Patricia Rodríguez         | 18   | 179           | Granadilla de Abona | Europa         |
| Estados Unidos                  | Lane Lindell               | 18   | 177           | Tampa Bay           | América        |
| Etiopía                         | Hibret Fekadu              | 18   | 180           | Addis Abeba         | África         |
| Filipinas                       | Danielle Castaño           | 18   | 174           | Quezon City         | Asia & Oceanía |
| Finlandia                       | Linda Wikstedt             | 19   | 174           | Helsinki            | Europa         |
| Francia                         | Laura Tanguy               | 20   | 175           | Angers              | Europa         |
| Gales                           | Chloe Morgan               | 22   | 175           | Cwmbran             | Europa         |
| Georgia                         | Khatuna Skhirtladze        | 18   | 177           | Tiflis              | Europa         |
| Ghana                           | Frances Takyi-Mensah       | 22   | 180           | Elmina              | África         |
| Gibraltar                       | Krystel Robba              | 22   | 178           | Gibraltar           | Europa         |
| Grecia                          | Angeliki Kalaitzi          | 24   | 173           | Thessaloniki        | Europa         |
| Guadalupe                       | Frédérika Charpentier      | 23   | 175           | Basse-Terre         | Antillas       |
| Guatemala                       | Maribel Arana              | 23   | 174           | Ciudad de Guatemala | América        |
| Guyana                          | Christa Simmons            | 23   | 173           | Georgetown          | América        |
| Honduras                        | Gabriela Zavala            | 23   | 183           | San Pedro Sula      | América        |
| Hong Kong                       | Skye Chan                  | 24   | 168           | Hong Kong           | Asia & Oceanía |
| Hungría                         | Szilvia Freire             | 24   | 174           | Budapest            | Europa         |
| India                           | Parvathy Omanakuttan       | 21   | 175           | Kottayam            | Asia & Oceanía |
| Indonesia                       | Sandra Angelia             | 22   | 168           | Surabaya            | Asia & Oceanía |
| Inglaterra                      | Laura Coleman              | 22   | 175           | Leicester           | Europe         |
| Irlanda                         | Sinéad Noonan              | 21   | 175           | County Meath        | Europa         |
| Irlanda del Norte               | Judith Wilson              | 23   | 180           | Enniskillen         | Europa         |
| Islandia                        | Alexandra Ívarsdóttir      | 18   | 180           | Reikiavik           | Europa         |
| Islas Caimán                    | Nicosia Lawson             | 25   | 175           | George Town         | Antillas       |
| Israel                          | Tamar Ziskind              | 23   | 176           | Haifa               | Asia & Oceanía |
| Italia                          | Claudia Russo              | 25   | 178           | Mesina              | Europa         |
| Jamaica                         | Brittany Lyons             | 19   | 166           | Kingston            | Antillas       |
| Japón                           | Mizuki Kubodera            | 21   | 173           | Kanagawa            | Asia & Oceanía |
| Kazajistán                      | Alfina Nassyrova           | 20   | 175           | Almaty              | Asia & Oceanía |
| Kenia                           | Ruth Kinuthia              | 22   | 184           | Nairobi             | África         |
| Letonia                         | Ina Avlasēviča             | 20   | 180           | Dobele              | Europa         |
| Líbano                          | Rosarita Tawil             | 20   | 178           | Beirut              | Asia & Oceanía |
| Lituania                        | Gabrielė Martirosianaitė   | 17   | 176           | Kaunas              | Europa         |
| Malasia                         | Soo Wincci                 | 23   | 170           | Selangor            | Asia & Oceanía |
| Malta                           | Martha Fenech              | 17   | 170           | St. Julian's        | Europa         |
| Martinica                       | Elodie Delor               | 18   | 183           | Fort-de-France      | Antillas       |
| Mauricio                        | Olivia Carey               | 19   | 170           | Vacoas              | África         |
| México                          | Ana Gabriela Espinoza      | 20   | 180           | Monterrey           | América        |
| Moldavia                        | Iana Varnacova             | 17   | 180           | Chisináu            | Europa         |
| Mongolia                        | Anun Chinbat               | 23   | 173           | Ulán Bator          | Asia & Oceanía |
| Montenegro                      | Mariana Mihajlović         | 18   | 180           | Plavnica            | Europa         |
| Namibia                         | Marelize Robberts          | 21   | 180           | Windhoek            | África         |
| Nigeria                         | Adaeze Igwe                | 18   | 173           | Awka                | África         |
| Noruega                         | Lene Egeli                 | 21   | 177           | Stavanger           | Europa         |
| Nueva Zelanda                   | Kahurangi Taylor           | 17   | 180           | Auckland            | Asia & Oceanía |
| Países Bajos                    | Carmen Kool                | 22   | 178           | Arnhem              | Europa         |
| Paraguay                        | Gabriela Rejala            | 19   | 173           | Ñemby               | América        |
| Perú                            | Annmarie Dehainaut         | 18   | 175           | Lima                | América        |
| Polonia                         | Klaudia Ungerman           | 20   | 180           | Wysieradz           | Europa         |
| Portugal                        | Andréia Rodrigues Condesso | 24   | 175           | Lisboa              | Europa         |
| Puerto Rico                     | Ivonne Orsini              | 20   | 175           | San Juan            | Antillas       |
| República Checa                 | Zuzana Jandová             | 20   | 180           | Karviná             | Europa         |
| República Democrática del Congo | Christelle Ndila           | 18   | 174           | Kinshasa            | África         |
| República Dominicana            | Nathali Montes de Oca      | 21   | 175           | Santo Domingo       | Antillas       |
| Rusia                           | Ksenia Sukhinova           | 21   | 178           | Tyumen              | Europe         |
| Serbia                          | Nevena Lipovać             | 19   | 175           | Belgrade            | Europa         |
| Seychelles                      | Elena Angione              | 22   | 168           | Mahé                | África         |
| Sierra Leona                    | Tyrilla Gouldson           | 24   | 188           | Freetown            | África         |
| Singapur                        | Faraliza Tan               | 22   | 175           | Singapur            | Asia & Oceanía |
| Sudáfrica                       | Tansey Coetzee             | 23   | 174           | Johannesburgo       | África         |
| Sri Lanka                       | Rochelle Correa            | 24   | 180           | Colombo             | Asia & Oceanía |
| Santa Lucía                     | Joy-Ann Biscette           | 22   | 173           | Castries            | Antillas       |
| Suazilandia                     | Tiffany Simelane           | 20   | 172           | Mhlambanyatsi       | África         |
| Suiza                           | Jennifer Palm Lundberg     | 22   | 176           | Sigtuna             | Europa         |
| Tailandia                       | Ummarapas Jullakasian      | 23   | 173           | Bangkok             | Asia & Oceanía |
| Taiwán                          | Jamie Lin                  | 24   | 173           | Taipéi              | Asia & Oceanía |
| Tanzania                        | Nasreem Ndiye              | 22   | 174           | Mwanza              | África         |
| Trinidad y Tobago               | Gabrielle Walcott          | 23   | 170           | Petit Valley        | Antillas       |
| Turquía                         | Leyla Lydia Tuğutlu        | 19   | 175           | Istanbul            | Europa         |
| Ucrania                         | Iryna Zhuravska            | 18   | 177           | Kiev                | Europa         |
| Uganda                          | Dora Mwima                 | 18   | 175           | Tororo              | África         |
| Uruguay                         | Fatimih Dávila             | 20   | 176           | Montevideo          | América        |
| Venezuela                       | Hannelly Quintero          | 22   | 176           | Ocumare del Tuy     | América        |
| Vietnam                         | Dương Trương Thiên Lý      | 19   | 169           | Đồng Tháp           | Asia & Oceanía |
| Zambia                          | Winfridah Mofu             | 19   | 172           | -                   | África         |
| Zimbabue                        | Cynthia Muvirimi           | 25   | 170           | Harare              | África         |